# Jiří Kodet
Jiří Kodet (ur. 6 grudnia 1937 w Pradze, zm. 25 czerwca 2005 tamże) – czeski aktor; syn rzeźbiarza Jana Kodeta i Jiřiny Steimarovej, wnuk Jerzego Steimara oraz prawnuk Vendelína Budila.

## Życiorys
Jako absolwent uczelni jeździeckiej w Kladrubach nad Łabą studiował na DAMU w Pradze.
W latach 1961–1962 członek Teatru Wschodnioczeskiego w Pardubicach, 1963–1965 teatru w Ostrawie, 1966-90 Klubu Dramatycznego w Pradze i z 1991 r. Teatru Narodowego tamże.
Otrzymał wiele nagród, np. Czeskiego Lwa za rolę męską drugoplanową (1997) i za najlepszą rolę męską (1999) oraz został odznaczony Medalem Za zasługi I stopnia (2003).

## Role teatralne
- Chlestakow (Mikołaj Gogol, Rewizor, 1967)
- Wujaszek Wania (Anton Czechow, 1973)
- Nauczyciel (Anton Czechow, Mewa, 1975)

## Role telewizyjne
- serial Pan Tau (1969)
- serial F. L. Věk (1971)
- serial Trzydzieści przypadków majora Zemana (1974)
- serial Szpital na peryferiach (1977)
- serial Arabela (1980)
- film Síť na bludičku (1982)
- serial Goście (1983)
- serial Latający Czestmir (1984)

## Filmografia
- Błysk przed świtem (1951)
- Vyšší princip (1960)
- Atentát (1964)
- Zbrodnia w żeńskiej szkole (1966)
- Pociągi pod specjalnym nadzorem (1966)
- Wszyscy dobrzy rodacy (1968)
- Morgiana (1972)
- Zbraně pro Prahu (1974)
- Mój brat ma fajnego brata (1975)
- Pumpaři od Zlaté Podkovy (1978)
- Kelner, płacić! (1981)
- Jak świat traci poetów (1982)
- Śmierć utalentowanego szewca (1983)
- Serdeczne pozdrowienia z Ziemi (1983)
- Anielska diablica (1984)
- Mój grzeszny mąż (1986)
- Jak poetom smakuje życie (1987)
- Anioł uwodzi diabła (1988)
- Smrt v kruhu (1989)
- Akumulator 1 (1994)
- Guzikowcy (1997)
- Pod jednym dachem (1999)
- Musimy sobie pomagać (2000)
- Sentiment (2003)